# Христинівська волость (Овруцький повіт)
Христинівська волость — історична адміністративно-територіальна одиниця Овруцького повіту Волинської губернії Російської імперії з центром у селі Христинівка.
Станом на 1885 рік складалася з 20 поселень, 13 сільських громад. Населення — 5479 осіб (2742 чоловічої статі та 2737 — жіночої), 537 дворових господарств.
|                     | Площа, десятин | У тому числі орної, дес. |
| ------------------- | -------------- | ------------------------ |
| Сільських громад    | 12113          | 6817                     |
| Приватної власності | 33707          | 4497                     |
| Казенної власності  | 824            | 13                       |
| Іншої власності     | 107            | 60                       |
| Загалом             | 46751          | 11387                    |

Основні поселення волості:
- Христинівка — колишнє власницьке село, при р. Уж і срумку Норині, за 35 верст від повітового міста, 301 особа, 33 дворових господарств, православна церква, школа, постоялий будинок, водяний млин. За 10 верст — цегляний завод.  За 35 верст — смоляний завод.
- Заліско — колишнє власницьке село, 588 осіб, 64 дворових господарств, православна церква, постоялий будинок.
- Клочки — колишнє власницьке село, при струмку Норині, 415 осіб, 44 дворових господарств, православна церква, постоялий будинок, водяний млин.[2]
- Новий Дорогинь — колишнє власницьке село, при струмку Норині, 545 осіб, 58 дворових господарств, православна церква, постоялий будинок.
- Ступинці — колишнє власницьке село, 196 осіб, 27 дворових господарства, цвинтарська православна церква.
- Ширно — колишнє власницьке село, при р. Уж, 240 осіб, 28 дворових господарства, вінокурний завод.